# Lonchodiodes
Lonchodiodes is een geslacht van Phasmatodea uit de familie Phasmatidae. De wetenschappelijke naam van dit geslacht is voor het eerst geldig gepubliceerd in 2007 door Hennemann & Conle.

## Soorten
Het geslacht Lonchodiodes omvat de volgende soorten:
- Lonchodiodes atrovirens Hennemann & Conle, 2007
- Lonchodiodes babuyanensis Hennemann & Conle, 2007
- Lonchodiodes eurycanthoides Hennemann & Conle, 2007
- Lonchodiodes grandis Hennemann & Conle, 2007
- Lonchodiodes putingmantsa (Zompro, 2003)
- Lonchodiodes samarensis Hennemann & Conle, 2007
- Lonchodiodes tagalicus (Stål, 1877)
- Lonchodiodes trollius (Westwood, 1859)